# 新幾內亞水鼠屬
新幾內亞水鼠屬（学名：Paraleptomys）为哺乳綱、囓齒目、鼠科的一屬哺乳动物。而與新幾內亞水鼠屬（朱脅水鼠）同科的動物尚有酋家鼠屬（酋家鼠）、弗洛雷斯長鼻鼠屬（弗洛雷斯長鼻鼠）、粗毛水鼠屬（粗毛水鼠）、弗羅裏斯鼠屬（弗羅裏斯鼠）等之數種哺乳動物。

## 下属物种
本属包括以下物种：
- Paraleptomys rufilatus Osgood, 1945
- Paraleptomys wilhelmina Tate & Archbold, 1941